# 冬青大蚕蛾
冬青大蚕蛾（学名：Archaeoattacus edwardsii）也称冬青王蛾，王蛾科（天蚕蛾科）冬青巨蚕蛾属的模式种，分布于海拔350至2500米的喜马拉雅山地区，模式产地为印度大吉岭。
本种于2023年被收录入中国《有重要生态、科学、社会价值的陆生野生动物名录》。